# جایزه فیلم‌های بزرگسالان انجمن بازنشستگان آمریکا برای بهترین فیلم خارجی
جایزه فیلم‌های انجمن بازنشستگان آمریکا برای بزرگسالان برای بهترین فیلم خارجی (انگلیسی: AARP Movies for Grownups Award for Best Foreign Film) یکی از جوایز فیلم‌های انجمن بازنشستگان آمریکا برای بزرگسالان است که از طرف انجمن بازنشستگان آمریکا به بهترین فیلم غیر انگلیسی زبان که ساخته یا دربارهٔ افراد بالای ۵۰ سال باشد، اهدا می‌شود.